# Txeremís oriental
El txeremís oriental, mari oriental o mari dels pantans és una llengua ugrofinesa pertanyent a la branca fino-volgaica i estretament relacionada amb el marí occidental. S'escriu amb alfabet ciríl·lic.
El marí oriental és, de fet, un dialecte estandarditzat de la llengua marí utilitzat per prop de mig milió de persones en la seva majoria a la part europea de la Federació Russa. El mari oriental, mari occidental, i el rus són els idiomes oficials en la república autònoma de Marí El, dins de la Federació de Rússia.